# Џордан Пул
Џордан Ентони Пул (енгл. Jordan Anthony Poole; Милвоки, Висконсин, 19. јун 1999) амерички је кошаркаш. Игра на позицији плејмејкера и бека, а тренутно наступа за Њу Орлеанс пеликансе.
На НБА драфту 2019. одабрали су га Голден Стејт вориорси као 28. пика. Освојио је титулу шампиона НБА лиге у сезони 2021/22. са екипом Голден Стејт вориорса.

## Успеси

### Клупски
- Голден Стејт вориорси:
  - НБА (1): 2021/22.